# Charles Bridgeman

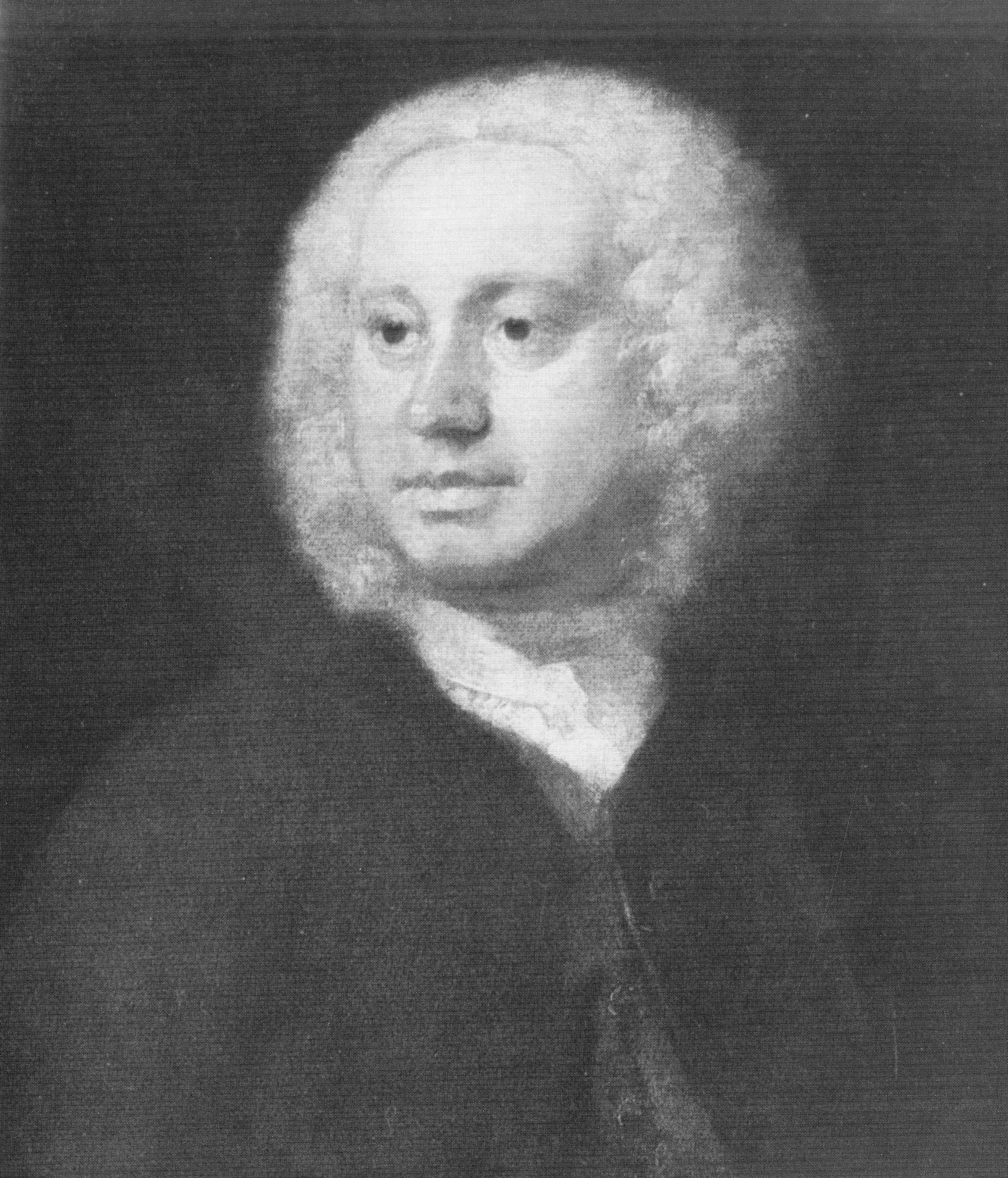
Charles Bridgeman

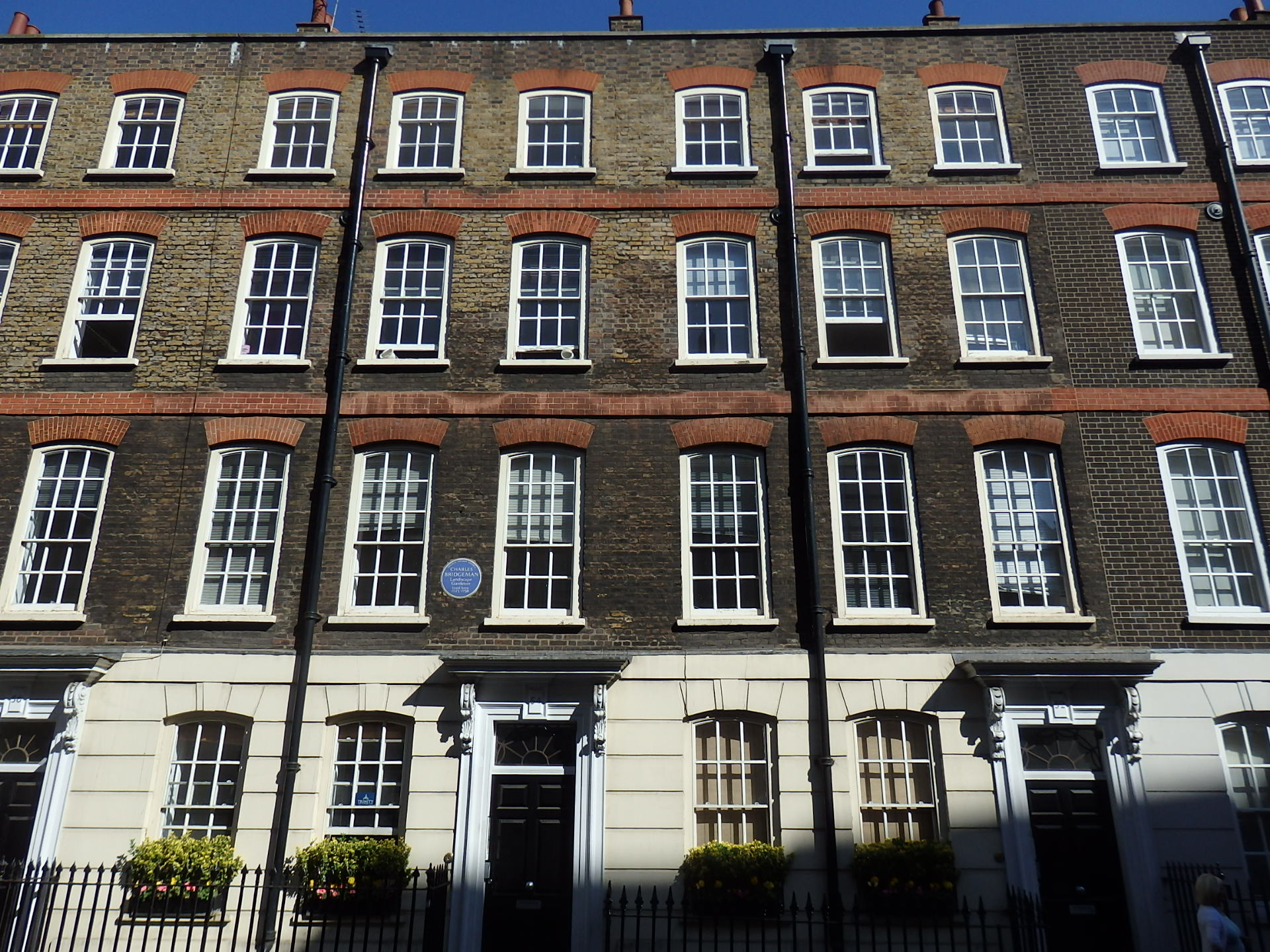
Bridgemans Wohnhaus in London, Soho

Charles Bridgeman (* 1690; † 19. Juli 1738 in Kensington) war ein englischer Gartenarchitekt. Er bereitete die Abkehr vom streng formalen Stil des Barock vor und öffnete den Blick in die Landschaft unter anderem durch Einsatz versenkter Gartenmauern („Ha-Ha“). Zu seinen bekanntesten Gestaltungen zählten die Gartenanlagen von Stowe House (Buckinghamshire) Anfang des 18. Jahrhunderts.

## Leben
Über Bridgemans Herkunft, seine Jugend und Ausbildung ist wenig bekannt. Sein Vater war möglicherweise Gärtner in Wimpole Hall (Rodgers 805,1). Das Gärtnerhandwerk lernte er wahrscheinlich in der Baumschule von Brompton. 1714 arbeitete er mit Henry Wise zusammen, danach mit John Vanbrugh. 1709 zeichnete er seinen ersten Gartenentwurf (für den Military Garden in Blenheim Palace), der einen Haha-Graben aufwies (Jöchner 204,2).
Mitte der 1720er Jahre zählte Bridgeman zu den erfolgreichsten Gartenkünstlern seiner Zeit. Er war gemeinsam mit James Gibbs und Henry Flitcroft tätig. 1726 wurde er in den St Luke’s Club of Artists gewählt. 1728 erhielt er den Titel des Royal Gardener („Gärtner des Königs“, von George II.). Anfang der 1730er Jahre arbeitete er mit William Kent zusammen (Rodgers 805,2).
Er heiratete 1717 Sarah Mist, von den gemeinsamen sieben Kinder überlebten vier: Charles, Sarah, Elizabeth und Ann (Willis 2004 562,1). Seine Einnahmen gestatteten ihm den Erwerb mehrerer Häuser: Broad Street 19 in Westminster, das er von 1723 bis zu seinem Tod bewohnte (1956 abgebrochen), Henrietta Street 8 und den Bell Inn in Stilton (Willis 2004 564,2). Bridgeman starb 1738 an einer Wassersucht und wurde auf dem Friedhof der St James’s Church, Piccadilly beigesetzt. Seine Witwe veröffentlichte ein Jahr nach seinem Tod einen Gartenplan von Stowe.

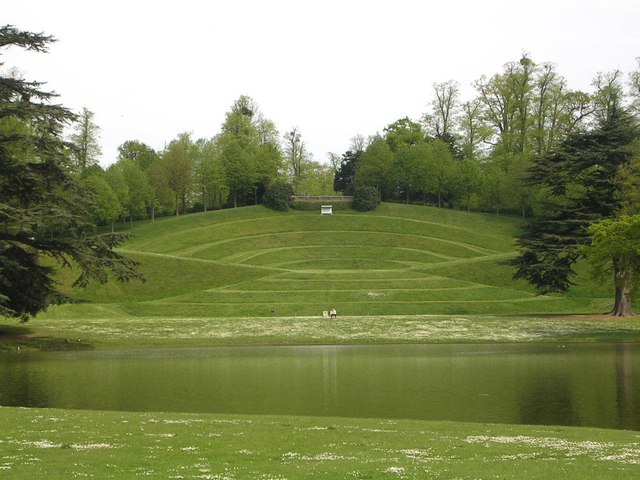
Amphitheater in Claremont House, eine der wenigen erhaltenen Werke Bridgemans

Bridgemans Gartengestaltungen waren gekennzeichnet sowohl durch traditionelle Elemente (Parterres, gradlinige Wege, geometrische Teiche), neue Ideen (bei Gartengebäuden und statuarischem Schmuck) und bahnbrechenden Neuerungen. Zu seinen fortschrittlichen Konzepten zählten die Einbeziehung der umliegenden Landschaft, was er durch Ersatz von störenden Gartenmauern durch Ha-Has und die Schaffung von Aussichtspunkten (mounts, „Hügel, kleine Berge“) erreichte, ferner die Anlage von Spazier- und Reitwegen, die Sichtbeziehungen in die (Garten)landschaft gestatteten.
Bridgeman war mit Stephen Switzer befreundet und pflegte vielfältige gesellschaftliche Kontakte, so zu Alexander Pope, der seine Gartenschöpfungen in Stowe bewunderte, und unter anderen Matthew Prior (Willis 2004 564,1). Die Gartenkünstler William Kent und Lancelot Brown nahmen Bridgemans Einfälle auf und führten sie zu dauerhaftem Erfolg.

## Werke (Auswahl)
- Stowe House (erste Arbeiten bereits ab 1716)
- Eastbury, Dorset, mit Vanbrugh (1718, zerstört)
- Claremont Landscape Garden, mit Vanbrugh, runder Teich und Amphitheater (in den 1720er Jahren)
- Chicheley Hall, Buckinghamshire, hufeisenförmiger Kanal (1722)
- Chiswick House, mit Kent (ab 1725)
- Cliveden, Buckinghamshire, Spazierwege („walks“) und Freilufttheater (um 1723)
- Kensington Gardens, London, runder Teich (1728) und serpentinförmiger Fluss (1731)
- Richmond Gardens, mit Kent (vor 1733)
- Woburn Abbey, Gartenentwurf (1733, von Humphry Repton verändert)